# Palles grill
|  | Denne artikel er oprettet af botten PalnaBot ud fra en ekstern database. Den kan derfor have sproglige fejl eller mangler. Denne skabelon kan fjernes efter kontrol af indholdet. |

Palles grill er en kortfilm instrueret af Bjørn Stauning efter manuskript af Bjørn Stauning, Erik Bing.